# Michail Ossipowitsch Doliwo-Dobrowolski

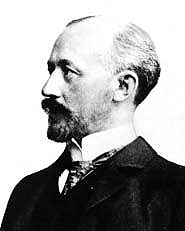
Michail Ossipowitsch Doliwo-Dobrowolski (um 1908)

Michail Ossipowitsch Doliwo-Dobrowolski (besser bekannt als Michail von Dolivo-Dobrowolsky; russisch Михаил Осипович Доливо-Добровольский/ Michail Ossipowitsch Doliwo-Dobrowolski; * 22. Dezember 1861jul. / 3. Januar 1862greg. in Gattschina bei Sankt Petersburg; † 15. November 1919 in Heidelberg) war ein exil-russischer Elektroingenieur, der in Deutschland studierte und bei der AEG in Berlin sowie zeitweise in der Schweiz wirkte.
Nach seiner Emigration aus Russland aufgrund politischer Verfolgungen nach der Ermordung von Zar Alexander II. 1881 studierte er an der Technischen Hochschule Darmstadt Elektrotechnik. Als langjähriger Chefkonstrukteur der AEG erfand er den Asynchronmotor und verhalf damit dem Dreiphasenwechselstrom, auch als Drehstrom bezeichnet, zur praktischen Anwendung sowie dem Unternehmen zur Weltgeltung. Er führte auch die erste Drehstromübertragung Lauffen–Frankfurt aus und initiierte so die heutigen Stromversorgungsnetze.

## Zeit in Russland

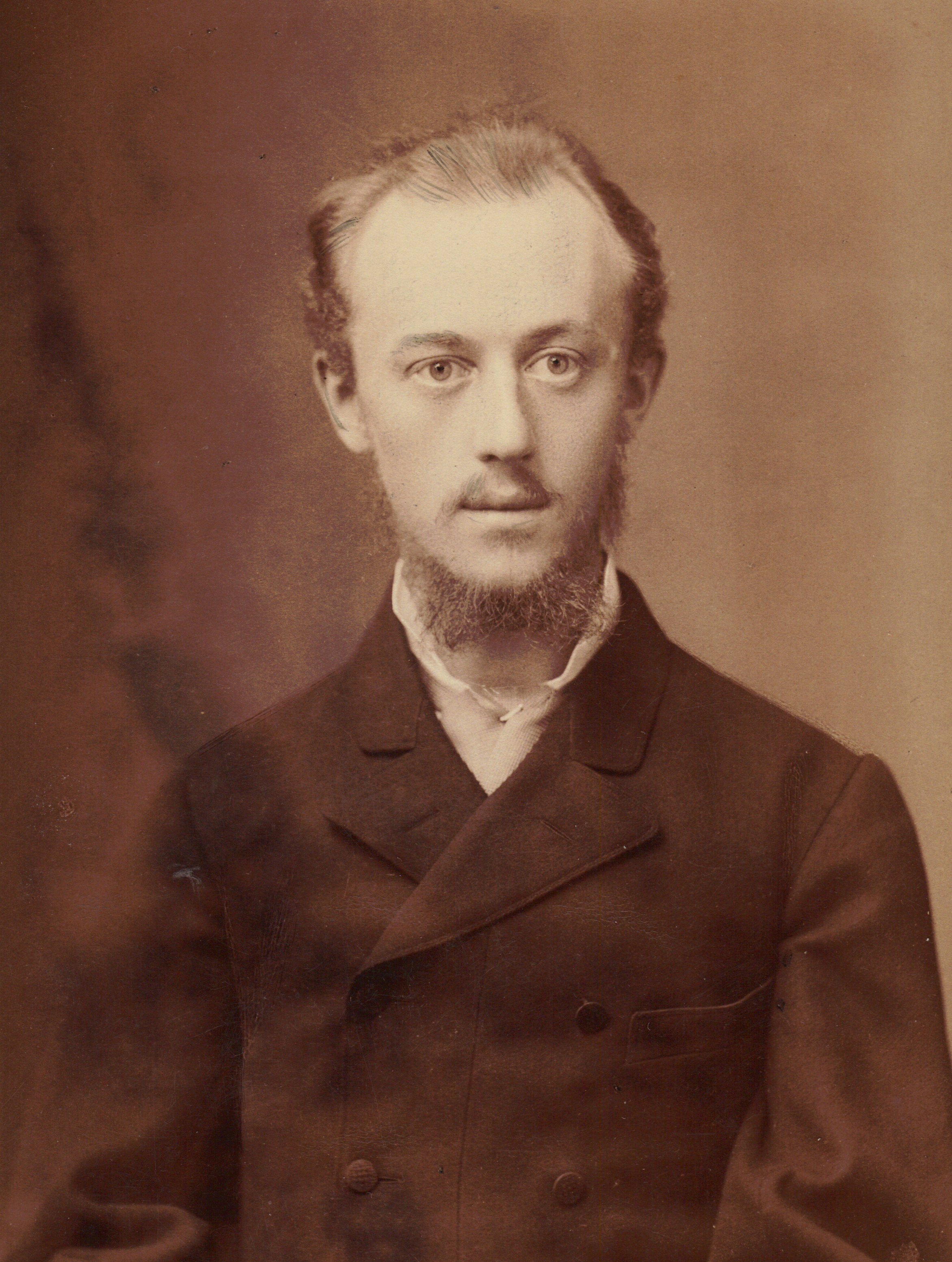
Michail Ossipowitsch Doliwo-Dobrowolski im Alter von 22 Jahren

Michail von Dolivo-Dobrowolsky wurde als Sohn des russischen Beamten und Grundbesitzers polnischer Abstammung Josif Florowitsch Doliwo-Dobrowolski und Olga Michailowna Jewreinowa aus alter russischer Adelsfamilie in Gattschina geboren. Er verbrachte seine Schulzeit in Odessa, wohin sein Vater 1872 versetzt wurde. Nach der Realschule ging er 1878 im Alter von 16 Jahren an das Polytechnikum Riga und studierte dort Chemie. Ende der 1870er Jahre, nach der Ermordung von Zar Alexander II., brach eine Welle von Repressionen aus, mit der alle fortschrittlich orientierten Studenten ihrer Hochschule verwiesen wurden, was einem Studienverbot in ganz Russland gleichkam. Darunter befand sich auch von Dolivo-Dobrowolsky. Nach seiner Zwangsexmatrikulation in Riga 1881 beschäftigte er sich außeruniversitär mit galvanischen Zellen. Er verließ 1883 sein Heimatland und ging ins Deutsche Kaiserreich.

## Zeit in Darmstadt
Als nächste Station folgte Darmstadt, wo die Technische Hochschule 1882 den weltweit ersten Lehrstuhl und die weltweit erste Fakultät für Elektrotechnik eingerichtet hatte, auf den Erasmus Kittler (1852–1929) im selben Jahr berufen wurde. Im 1883 von Kittler eingerichteten Studiengang Elektrotechnik studierte Michail von Dolivo-Dobrowolsky von 1883 bis 1884 und wurde von 1885 bis 1887 einer von Kittlers ersten Assistenten. Es kam bereits zu einigen kleineren Publikationen und einem engen Kontakt mit Carl Hering, einem Maschinenbau-Ingenieur aus den USA und Kittlers erstem Assistenten. Er beendete sein Studium ohne Abschluss (Ingenieur-Diplom). 1887 bot ihm Emil Rathenau, Gründer der Deutsche Edison-Gesellschaft für angewandte Elektricität (DEG, heute AEG), eine Stelle an, woraufhin von Dolivo-Dobrowolsky bis zum Lebensende diesem Unternehmen verbunden blieb.

## Situation der Elektrotechnik nach 1880
Die zahlreichen Schwachstromexperimente im 19. Jahrhundert fanden ab etwa 1880 ihre praktische Anwendung in der Starkstromtechnik, wobei schon zahlreiche Anwendungen existierten. Mit elektrischem Strom ließen sich Bogenlampen speisen, starke und zuverlässig arbeitende Elektromotoren betreiben, Wärme erzeugen, selbst die elektrochemische Energiespeicherung in Batterien funktionierte schon problemlos. Nur eins bereitete noch allergrößte Probleme: die Fernübertragung. Wollte man beispielsweise einen Saal beleuchten, dann durfte, bei den damals möglichen Netzspannungen, der Generator höchstens einige hundert Meter entfernt stehen, andernfalls fielen die Übertragungsverluste derart immens aus, dass nicht mehr genügend Energie am Verbraucher zur Verfügung stand. In den USA und Großbritannien versuchte man dem mit Dreileiter-Gleichstromnetzen abzuhelfen, die dann später zu dem noch heute im Niederspannungsbereich in den USA üblichen Einphasen-Dreileiternetz wurden. Siemens & Halske experimentierte ohne nennenswerten Erfolg mit Fünfleiternetzen.

## Erfindung des Drehstromsystems

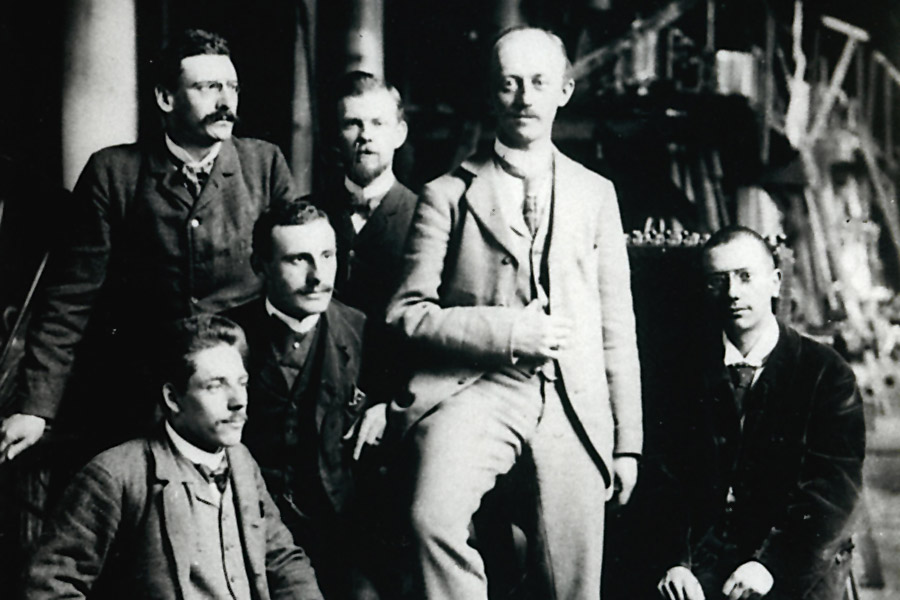
Michail Dolivo-Dobrowolsky mit Kollegen bei der AEG in Berlin

Bei der AEG bemühte sich von Dolivo-Dobrowolsky zunächst darum, die Gleichstromtechnik weiter zu vervollkommnen. Schließlich lagen die Ursprünge der AEG in einer Edison-Tochtergesellschaft, und bei Thomas Alva Edison setzte man – ebenso wie bei Siemens – ganz auf den Gleichstrom. Zu dieser Zeit fand der Wechselstrom unter Technikern allmählich Beachtung; so hatten Ingenieure von Ganz & Co. in Budapest 1885 den ersten Transformator im heutigen Sinn konstruiert. Für die Wechselstromtechnik bedurfte es aber noch weiterer Ausrüstung, insbesondere zuverlässig arbeitender und selbstanlaufender Motoren; auch war die Wechselstromtheorie noch unterentwickelt. Vor Dolivo-Dobrowolsky machte der Italiener Galileo Ferraris auf den Wechselstrom aufmerksam. Ferraris experimentierte mit zwei um 90° verschobenen Wechselströmen, mit denen er speziell konstruierte Motoren betrieb. Er glaubte aber, dass dabei der maximale Wirkungsgrad bei 50 % liege. Unabhängig davon konstruierte Nikola Tesla 1887 einen Synchronmotor für Zweiphasenwechselstrom, der das Zweiphasen-Wechselstromnetz in den USA einführen sollte. Nikola Tesla befasste sich bereits 1882 mit der Thematik und entwickelte in kürzester Zeit ein System, das durch umfangreiche Patente geschützt wurde. Es umfasste sowohl Motoren als auch Generatoren mit mehrphasigen, vorzugsweise zweiphasigen Wechselströmen.
Bei der AEG kam es unabhängig von diesen Ereignissen 1888 zu einer zukunftsweisenden Lösung: Von Dolivo-Dobrowolsky arbeitete mit verkettetem Dreiphasenwechselstrom und führte dafür den Begriff Drehstrom ein. Der zugehörige, von ihm erfundene Asynchronmotor stellte eine erste funktionsfähige Lösung dar. Der Asynchronmotor mit Kurzschlussläufer hatte allerdings das Problem, bei geringen Drehzahlen wie beim Anfahren nur ein geringes Drehmoment zu liefern. Die Lösung war der Schleifringläufermotor, eine Variante des Asynchronmotors, bei der der Kurzschluss des Läufers geöffnet und über Schleifringe nach außen geführt wird. Durch Zuschalten von verschiedenen externen Widerständen konnte Dolivo-Dobrowolsky im Jahr 1891 einen Asynchronmotor mit hohem Anfahrdrehmoment vorstellen.
Anfang 1889 liefen die ersten Drehstrommotoren der AEG, und schon im Folgejahr leisteten sie 2 bis 3 PS. Von Dolivo-Dobrowolsky achtete hierzu auf gut verteilte Wicklungen, eine geringe Streuung der Kraftlinien und ein möglichst gleichförmiges Kraftfeld und erreichte ein zufriedenstellendes Ergebnis. Dazu entwickelte er 1891 auch den ersten Drehstromtransformator.

## Erste Fernübertragung elektrischer Energie

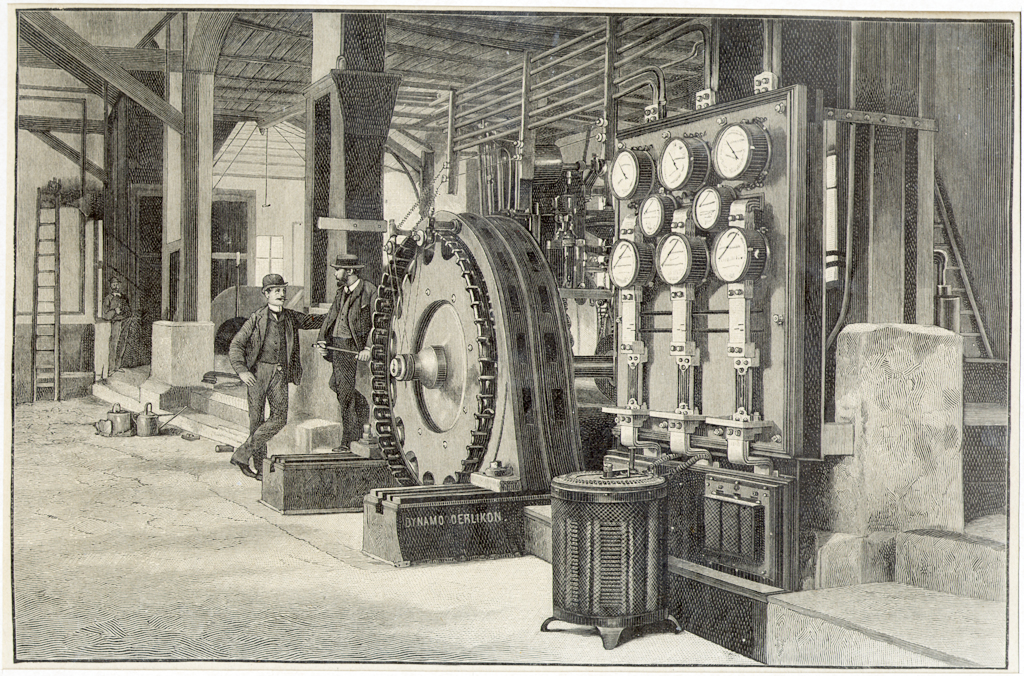
Generator des Kraftwerks in Lauffen am Neckar (zeitgenössischer Holzstich)

So standen bei der AEG und dem Schweizer Kooperationspartner Maschinenfabrik Oerlikon (MFO) alle Komponenten für ein Drehstromnetz zur Verfügung, nur liefen sie bislang ausschließlich im Versuchsbetrieb. Zu diesem Zeitpunkt machte Oskar von Miller den ausgesprochen gewagten Vorschlag, den Dolivo-Dobrowolsky und sein Chefelektriker-Partner Charles E. L. Brown bei der MFO realisierten, auf der für 1891 geplanten Internationalen Elektrotechnischen Ausstellung in Frankfurt am Main die Drehstromübertragung Lauffen–Frankfurt vorzustellen: Es sollte ein 300-PS-Drehstromgenerator der MFO von der Wasserturbine des Zementwerks in Lauffen am Neckar angetrieben werden, dabei eine Spannung mit etwa 50 V und 40 Hz erzeugt, diese auf 15 kV (später 25 kV) hochtransformiert und anschließend via 175 km Freileitung nach Frankfurt übertragen und dort wieder heruntertransformiert werden, um einen 100 PS starken Asynchronmotor und mehrere Drehstrom-Kleinmotoren sowie etwa 1000 Glühlampen zu versorgen. Dabei lag die Leistung der bisher im Versuchsbetrieb laufenden Motoren noch immer bei gerade einmal 2 bis 3 PS. Dennoch konnte die Anlage am Abend des 24. August 1891 in Betrieb genommen werden, und eine Prüfungskommission ermittelte, dass von der in Lauffen erzeugten Energie 75 % in Frankfurt eintrafen. Dies bewies, dass zum einen Wechselstrom für eine großräumige öffentliche Elektrizitätsversorgung rentabel ist und zum anderen, dass die Drehstrom-Komponenten mittlerweile von gleicher Qualität wie jene der Gleichstromtechnik waren. Die imageträchtige Wirkung der Demonstration auf der Ausstellung führte schließlich zum Durchbruch der Drehstromtechnik. Bei Siemens und Edison setzte sich die Wechselstromtechnik dennoch nur langsam durch, was der AEG ermöglichte, zu einem Weltunternehmen aufzusteigen.

## Weitere Tätigkeiten
Von Dolivo-Dobrowolsky forschte nach diesem Erfolg weiter auf dem Gebiet der Starkstromtechnik; dabei erfand er 1892 den Phasenmesser, veröffentlichte Publikationen und hielt zahlreiche Vorträge. 
Im Jahre 1903 beendete er seine Tätigkeit in Deutschland bei der AEG und ging in die Schweiz nach Lausanne, wo er sich als Privatier wissenschaftlichen Arbeiten widmete. Im Jahre 1906 erhielt er das Schweizer Bürgerrecht. Nach der Lebenspause in der Schweiz ging er im Jahr 1907 wieder zurück zur AEG nach Berlin, wo er seine Tätigkeit fortsetzte. Er wurde 1909 Technischer Direktor der Apparatefabrik und entwickelte bei der AEG unter anderem das ferrodynamische Wattmeter. Am 24. Oktober 1911 erhielt er die Ehrendoktorwürde der Technischen Hochschule Darmstadt, deren Dolivo-Gebäude heute seinen Namen trägt.
Im Jahr 1918 begann er sich mit den Möglichkeiten der Hochspannungs-Gleichstrom-Übertragung (HGÜ) theoretisch zu beschäftigten. Allerdings musste er sich im folgenden Jahr wegen eines Herzleidens aus allen beruflichen Tätigkeiten zurückziehen, womit diese Überlegungen ohne weitere Ergebnisse endeten. Er übersiedelte Anfang des Jahres 1919 von Berlin nach Darmstadt. Da sich sein Herzleiden weiter verschlechterte, entschied er sich im Spätsommer 1919 zur Einlieferung auf die Innere Abteilung des Akademischen Krankenhauses in Heidelberg, wo sein ältester Sohn Dimitri als Assistenzarzt tätig war. Am 15. November 1919 starb Dolivo-Dobrowolski. Bestattet wurde er auf dem Waldfriedhof Darmstadt, wo seine Grabstätte (Grabstelle: R 6a 6) – ganz in der Nähe des Ehrenmals seines Lehrmeisters Professor Erasmus Kittler gelegen – noch heute besucht werden kann. Sein Grab ist ein Ehrengrab. In der Innenstadt von Darmstadt wurde 1969 eine Straße nach ihm benannt, die Dolivostraße.

## Privatleben
Dolivo-Dobrowolski war zweimal verheiratet. Die erste Eheschließung fand mit Cornelia Tumba aus Odessa im Jahr 1887 statt. Aus dieser Ehe stammen seine beide Söhne, Dimitri Dolivo (1891 - 1961) und Sergei Dolivo (1895 - 1966). Die Ehe wurde  am 27. März 1907 vor dem Schweizerischen Bundesgericht in Lausanne geschieden. Noch im selben Jahr, am 21. August 1907, heiratete Dolivo-Dobrowolski die Witwe Hedwig van Taack-Trakranen. Diese war vorher mit dem Kunstmaler Isaak van Taack-Trakranen verheiratet und brachte zwei Söhne mit in die Ehe.